# 절망 라디오
《절망 라디오》는 대한민국의 팟캐스트다. 주로 젊은이들의 절망스러운 사연이나 뉴스를 소개한다.

## 방송 정보
2015년 8월 22일 첫 방송을 시작했다. 청취자의 사연을 받아 소개하고 절절한 조언이나 위로를 해주는 일반적인 라디오 방송과 달리, "노 멘토링, 노 힐링, 노 답"이라는 방송 슬로건처럼 절망스러운 사연을 받으면서도 위로해주거나 답을 주려고 하지 않는다.
이 같은 진행은 일반적인 라디오 방송에서 던지는 위로가 "이 사람의 고민은 해결될 거야. 그러니까 이제 신경 쓰지 않아도 돼" 같은 의미가 아닐까 하는 문제의식에서 출발했다.
팟캐스트의 초창기 DJ인 김성일은 인터뷰에서, 절망 라디오는 "이야기를 끝맺지 않는 팟캐스트"로 아무 해답도 주지 않기 때문에 "'이 사람의 문제는 해결되지 않을 거야. 그러니까 신경 써. 잊어버리지 말란 말이야'라는 뜻"이라고 이야기했다.
코너로는 사연을 읽어주는 '절망상담소', SNS를 통한 설문 결과를 발표하는 '망케이트', 절망스러운 뉴스를 골라 들려주는 '헬뉴스'가 있다. 첫 두 코너는 김성일과 여정훈이, 마지막 코너는 김성일과 용혜인이 진행한다.
박정근과 진행했던 '망작산책'은 선행방송 이후 폐지되었다. '절망상담소'와 '망케이트'는 1화까지는 김민과 진행했으나, 2화 이후 여정훈으로 진행자가 교체되었다.
2015년 9월 24일 청계광장에서 '한가위恨(한)마당' 공개방송을 진행했다. 25일부터는 서울광장에서 텐트를 치고 지내며, 한가위에도 집에 갈 수 없는 청년들의 처지를 표현하기도 했다.
2016년 2월 12일 개편특집 이후 용혜인이 메인 DJ로 교체되었으며, 이찬우가 제작을 맡고 있다.
개편 이후로 현재까지 김수로, 김대환, 백두호, 장일영, 이다은 등이 패널로 출연하였다.
소개된 사연에 그림을 그린 카드 에피소드를 제작해 페이스북 페이지 등을 통해 배포하고 있다.

## 다루는 내용
주로 2, 30대 젊은이들의 절망스러운 사연을 다룬다. 20대 철거민 사연, 가족이나 자신의 빚 때문에 고통 받는 사연, 콜상담원으로 우울함을 앓는 사연 등이 소개되었다.
5분 게릴라 방송을 통해서는, 김무성 대표 사위 상습 마약 복용 혐의나 노사정 대타협 등의 내용이 소개되었다.

## 고정 출연진
- 용혜인 (절망라디오 DJ, 가만히 있으라 침묵행진 제안자)[3]
- 이찬우 (절망라디오 PD)[4]
- 백두호
- 장일영